# Parafia św. Jana Bosko w Szczecinie
Parafia Rzymskokatolicka pod wezwaniem Świętego Jana Bosko w Szczecinie – parafia rzymskokatolicka należąca do dekanatu Szczecin-Pogodno, archidiecezji szczecińsko-kamieńskiej, metropolii szczecińsko-kamieńskiej. Została erygowana 21 grudnia w 1986 przez ówczesnego ordynariusza ks. Abpa Kazimierza Majdańskiego. Mieści się w Szczecinie przy ulicy św. Jana Bosko. Parafię prowadzą Salezjanie z Inspektorii pilskiej. Pierwszym proboszczem był ks. Lucjan Gieros SDB.